# Zuvembie
Uno zuvembie è un personaggio ideato da Robert E. Howard per il racconto I colombi dell'inferno (Pigeons from Hell), pubblicato postumo nella rivista Weird Tales nel 1938 e parte del ciclo letterario di Kirby Buckner. Nel 1970 il termine venne usato dalla Marvel Comics al posto della parola "zombie", bandita al suo tempo dalla Comics Code Authority.

## Caratterizzazione
Il personaggio esordì nel racconto I piccioni dell'inferno pubblicato sulla rivista Weird Tales; in questo racconto una donna può diventare uno zuvembie bevendo una Miscela Nera. La creatura risulterà essere non più umana e non riconoscerà amici o parenti. Non parla o non pensa come un essere umano e non ha bisogno di mangiare e vivrà per sempre, stando in una grotta o in una vecchia casa. Ha alcuni poteri come comandare i gufi, i pipistrelli, i piccioni e i lupi mannari. Può anche ipnotizzare una persona con la sua voce e ordinargli di uccidere o uccidersi finché il corpo non è freddo. Può essere uccisa solo da piombo o ferro.

## Altri media
Televisione
Quando il racconto I piccioni dell'inferno venne trasposto in un episodio della prima stagione della serie televisiva Thriller, lo "zuvembie" è stato adattato anch'esso, interpretato da Ottola Nesmith.

## Influenza culturale
Sotto il Comics Code Authority, ai fumetti del XX secolo vennero apportati numerose restrizioni, finalizzate soprattutto per prevenire l'uso di elementi horror. Questo codice divenne più indulgente nel 1971, ma impediva ancora l'uso di termini come "zombie" perché legate allo sfondo letterario di creature come vampiri e lupi mannari, anche se non l'uso di zombie e creature simili a questi. Per aggirare il problema la Marvel Comics usò il termine "zuvembie" come sostituto per "zombie" nei suoi fumetti. Nel 1989 il codice cambiò e venne permesso l'uso del termine "zombie", e la Marvel abbandonò il termine "zuvembie". Nel 1997 John Byrne citò questo termine brevemente in Wonder Woman n.6, pubblicato dalla DC Comics, suggerendo che, fin dalla sua prima apparizione in Weird Tales, il termine "zuvembie" è un termine riconosciuto da entrambe le maggiori case editrici dei fumetti.